# Salem Mubarak al-Yami
Salem Mubarak al-Yami (né le 9 février 1982) est un athlète saoudien, spécialiste du sprint.
Il détient les records nationaux du 100 m (10 s 13 en 2002), 200 m (20 s 42 à Qatif en 2002) et du relais 4 × 100 m.
Médaille d'argent sur 100 m lors des Championnats du monde junior d'athlétisme 2000.